# Bohemond I. Antiohijski
Bohemond I, tudi Bohemund, Boemund ali Boamund, normanski plemič, knez Taranta in Antiohije, eden od vodij prvega križarskega pohoda, * okoli 1054, San Marco Argentano,  Italija - † 3. marec 1111, Canosa di Puglia, Italija

## Življenjepis
Rojen je bil v mestu San Marco Argentano v južnoitalijanski pokrajini Kalabriji kot najstarejši sin normanskega plemiča Roberta Guiscarda, vojvode Apulije in Kalabrije in njegove prve žene Alberade Buonalberške. 

### Vojna z Bizantinskim cesarstvom
Med invazijo Normanov na Bizantinsko cesarstvo (1080-1085) je bil Bohemond v vojski svojega očeta Roberta Guiscarda. Po zmagi nad Bizantinci v bitki pri Draču 18. oktobra 1081 in osvojitvi mesta februarja 1082 so začeli Normani prodirati v notranjost dežele. V Kastoríji je Robert izvedel da so se Apulija, Kalabrija in Kampanija uprle, cesar Svetega Rimskega cesarstva Henrik IV. pa je v Rimu oblegal njegovega zaveznika, papeža Gregorja VII. Guiscard se je nahitro vrnil v Italijo in vojsko prepustil sinu Bohemondu. 
Bohemond je spomladi leta 1082 zapustil Kastoríjo v zahodni Grčiji in začel oblegati Ioánnino. Mesto  in okolico so Normani popolnoma razdejali. Cesar Aleksej I. Komnen je medtem v Solunu zbral novo vojsko, ki naj bi zaustavila prodor Normanov. Do prvih večjih spopadov med obema vojskama je prišlo pri Ioánnini in nato pri Árti in Bohemond je obakrat zmagal. Vojaški porazi so tako prizadeli bizantinski ugled v Grčiji, da je normansko nadoblast priznal celo Ohrid, v katerem je bil sedež bolgarske nadškofije.
Bohemond je nato odšel v Ohrid in se začel pripravljati na obrambo osvojenih ozemelj, njegova vojska pa je medtem prodrla vse do Larise, kjer je nameravala prezimiti. Normani so šest mesecev oblegali mesto, potem pa jih je Aleksej prisilil k umiku. Bohemond je nato začel oblegati Kastoríjo in mesto je oktobra ali novembra 1083 padlo. Leta 1084 se je v Grčijo vrnil Robert Guiscard s sinovoma Rogerijem Borso in Gujem in novo vojsko, Bohemond  pa se je moral pozimi zaradi bolezni vrniti v Italijo.

### Apulska nasledstvena kriza
17. julija 1085 je Robert Guiscard umrl in začela se je družinska vojna za njegovo dediščino. Bohemond je nasledil očetova posestva na vzhodni obali Jadranskega morja, ki so jih kmalu zatem osvojili Bizantinci, mlajši polbrat Rogerij pa je dobil Apulijo in druga posestva v Italiji. Bohemond je bil v času očetove smrti v Italiji, Rogerij pa še vedno v Grčiji, vendar se je z materjo Sikelgajto takoj vrnil v Italijo. Ker se je šušljalo, da je Sikelgajta zastrupila Roberta Guiscarda, je Bohemond v strahu, da bo zastrupila tudi njega, pobegnil v Kapuo. Tako pravi Orderik Vitalis, bolj verjetno pa je, da je odšel zato, da bi se povezal s knezom Jordanom I. Kapuanskim in s stricem, grofom Rogerijem I. Sicilskim. Z Rogerijevo pomočjo so septembra 1085 Bohemonda priznali za vojvodo Apulije. Bohemond se je nato s podporo Kapue uprl svojemu bratu Rogeriju in zavzel Orijo, Otranto in Taranto. Brata sta marca 1086 končno sklenila premirje in postala sovladarja. Pozno poleti 1087 je Bohemond s pomočjo nekaj bratovih vazalov spet začel družinsko vojno, pri Fragnetu porazil presenečenega brata in ponovno zavzel Taranto.
S posredovanjem papeža Urbana II. se je vojna končala in Bohemond je dobil Taranto in okoliške posesti. V alodijalno posest je dobil tudi majhno kneževino na peti italijanskega škornja, vendar je zase zahteval še več, tako da je salernski škof in kronist Romuald o njem napisal, da "vedno zahteva nekaj nemogočega."

### Prva križarska odprava
Leta 1096 se je vojvodi Rogeriju I. Sicilskemu uprl Amalfi in Bohemond mu je pomagal upor zatreti. V tistem času so se proti južni Italiji in naprej proti Bizancu začele valiti trume križarjev in njihova gorečnost je prešla tudi na Bohemonda. Bohemond je v križarskem pohodu morda videl tudi priložnost, da si na vzhodu ustvari svojo kneževino. Kronist Goffredo Malaterra je zanj odkrito rekel, da si je nadel križ samo zato, da bi ropal in osvajal grško ozemlje.
Bohemond je zbral vojsko Normanov, ki je bila verjetno najboljša od vseh vojsk na prvem križarskem pohodu. Odpravil se je čez Jadransko morje in naprej proti Bizancu po poti, ki jo je poznal iz vojne leta 1082-1084 in skrbno pazil na svojo držo do Bizantincev. V Bizanc je prišel aprila 1097 in se šel  poklonit cesarju Alekseju I. Od Bizanca do Antiohije je bil prav on vodja pohoda. Očitno je bil zelo uspešen, saj je njegova vojska edina uspešno prekoračila Malo Azijo, vse naslednje pa so doživele popoln polom.
Cesarjeva hčerka Ana Komnena je v Aleksijadi zapustila dober Bohemondov portret. Ko ga je prvič srečala, je imela komaj štirinajst let in je nanjo očitno naredil zelo privlačen vtis.
"Bil je tak, kakršnega še nikoli prej nisem videla iz dežele Romanov, niti barbara niti Grka. Zgledal je čudovito in njegov sloves je bil zastrašujoč. Naj barbarov videz opišem bolj podrobno: bil je visoke postave in je po višini najvišjega presegal za en vatel (45 cm). Čez pas in boke je bil ozek, čez ramena širok, globokih prsi in močnih rok. Njegovo telo ni bili niti presuho niti preobilno, pač pa dovršeno sorazmerno in lahko bi se reklo, da je bil zgrajen po Poliklejtovem kanonu. Njegova koža je bila po vsem telesu bela, le na njegovem obrazu je bilo nekaj rdečice. Njegovi lasje so bili rumenkasti, vendar niso viseli do pasu, kot pri drugih barbarih. Za moža je imel nenavadno kratke lase, kratko pristrižene nad ušesi. Ali je bila njegova brada, v nasprotju z lasmi, rdečkasta ali morda kakšne druge barve, ne morem reči, ker se je bril in je bil njegov obraz bolj gladek kot kreda. Njegove modre oči so kazale visoko duhovnost in dostojanstvo in njegov nos in nosnice so globoko vdihavale zrak. Njegove prsi so bile primerne njegovim nosnicam in njegove nosnice vsakemu vdihu njegovih prsi. Njegove nosnice so dajale prosto pot visoki duhovnosti, ki je vrela iz njegovega srca. Nad tem moškim je visel šarm, ki ga je delno popačil le  rahel navdih groze... Duhovno in telesno je bil narejen tako, da sta ga kronala pogum in strast, ki se nagibata k vojni. Njegov razum je bil mnogoter in premeten in je bil v vsaki stiski sposoben najti izhod. V govoru je bil dobro podučen in njegovo odgovori so bili neizpodbitni. Mož take velikosti in s takim značajem, srečo in zgovornostjo in še drugače obdarjen, je bil lahko podrejen samo cesarju".
Česa podobnega ni napisala o nobenem drugem križarskem plemiču.
Bohemond je bil trdno odločen, da križarsko navdušenje izkoristi v svoj prid. V Herakleji Kibistri v Mali Aziji je njegov nečak Tankred zapustil glavnino križarske vojske in se odpravil proti Kilikiji, kar bi lahko razumeli kot začetek priprav za ustanovitev Bohemondove kneževine. Oktobra 1097 je prvi prišel pod obzidje Antiohije in prevzel vodilno vlogo pri obleganju mesta. Preprečil je vse muslimanske poskuse, da bi z vzhoda prišli na pomoč obleganemu mestu, na zahodu pa se je povezal s pristaniščem Sv. Simeona (današnji Samandağ v Turčiji), kjer so bile zasidrane genovske ladje.
Ponovna osvojitev Antiohije je bil rezultat njegovih zvez s Firuzom, enim od antioških poveljnikov. Njegovo pomoč je izkoristil šele potem, ko si je maja 1098 zagotovil oblast v osvojemnen mestu. Mesto je zaradi Firuzove izdaje junija 1098 padlo. Padcu je sledil še poraz Kerbogove vojske, ki je prišla na pomoč obleganemu mestu. Zaradi nesoglasij med voditelji križarske vojske je dobil  Bohemond popolno oblast nad mestom šele januarja 1099. Mesto z okolico je razglasil za svojo Kneževino Antiohijo.
Po padcu Antiohije se je križarska vojska odpravila proti jugu osvajat Jeruzalem, Bohemond pa je ostal v mestu, da bi utrdil svoj položaj. V Jeruzalem je prišel šele za Božič leta 1099. Pripomogel je, da so za jeruzalemskega patriarha izvolili Dagoberta iz Pise, s čimer so  omejili vse močnejšo lotarinško oblast v mestu. 
Zdi se, da je nameraval Bohemond s svojo kneževino zasenčiti Jeruzalem. Za to je imel kar dobre pogoje - veliko ozemlje, dober strateški položaj in močno vojsko, a se je stalno soočal z dvema velikima silama: Bizantinskim cesarstvom na zahodu in muslimanskimi kneževinami na vzhodu. Bizantinsko cesarstvo, ki ga je zastopal Rajmond IV. Touluški, je zahtevalo vsa njegova ozemlja zase, enake želje pa so imele tudi muslimanske kneževine iz severovzhodne Sirije, zato svojih želja ni uspel uresničiti.

### Vojne Antiohije z Bizantinskim cesarstvom
Leta 1100 je Bohemonda ujel Malik Gazi Danišmend iz Sivasa in ga imel v ječi do leta 1103. V njegovi odsotnosti je njegovo mesto zasedel nečak Tankred, kateremu je s pomočjo Bizantincev in Tripolija uspelo antioško ozemlje razšititi proti jugu. Leta 1103 je Balduin Bourški za Bohemonda plačal odkupnino in Bohemond je takoj po osvoboditvi napadel okoliške muslimane. Po napadu na Harran leta 1104 je v Balaku blizu Rakka na Evfratu (današnji Raqqah v Siriji) doživel tako velik poraz, da ustanovitev velike kneževine ni bila več mogoča. Porazu je sledil še bizantinski napad na Kilikijo. 
Bohemond se je zaradi pomanjkanja lastnih sredstev vrnil v Evropo po pomoč. S svojo privlačnostjo je osvojil Konstanco, hčerko francoskega kralja Filipa I. in se z njo poročil, zbral veliko vojsko in se vrnil na vzhod. O njegovi poroki opat Suger piše:
Bohemond je prišel v Francijo, da bi se na vsak način poročil s Konstanco, sestro našega kralja Ludvika, mlado damo odličnega rodu, ličnega izgleda in čudovitega obraza. Slava francoskega kraljestva in kralja Ludvika je bila tako velika, da so se posledic poroke ustrašili celo Saraceni. Konstanca ni bila zaročena vse od takrat, ko so razdrli zaroko z Hugom, grofom Troya, in izogibala se je vseh neprimernih zvez. Antioški knez je bil izkušen in radodaren tako z darili kot z obljubami. Bil je vreden kraljevske poroke, ki jo je z velikim pompom sklenil škof iz Chartresa v prisotnosti kralja Ludvika in mnogih nadškofov, škofov in plemičev iz celega kraljestva.
Zaslepljen z uspehom se je Bohemond odločil, da svoje vojske ne bo uporabil za obrambo Antiohije pred Bizantinci, ampak jih bo napadel. Cesar Aleksej je bil ob pomoči Benečanov zanj premočan nasprotnik in Bohemond je bil z Devolsko mirovno pogodbo leta 1108 prisiljen skleniti ponižujoče premirje: postal je Aleksejev vazal z naslovom sebastos in obljubil, da bo vrnil vsa sporna ozemlja in v Antiohijo sprejel grškega patriarha.
Mirovni pogoji so Bohemonda zlomili, tako da se na vzhod ni več vrnil. Leta 1111 je umrl brez naslednikov. Pokopan je v Canosi di Puglia.

## Bohemond v književnosti
Primarni viri, ki opisujejo Bohemondovo življenje, so kronika Gesta Francorum (Dejanja Frankov), ki jo je napisal anonimni udeleženec prvega križarskega pohoda in Bohemondov spremljevalec, ter Aleksiada, ki jo je napisala bizantinska princesa Ana Komnena, priznana zgodovinarka svojega časa. Pomemben vir podatkov je tudi Gesta Tancredi, hvalnica Bohemondovemu nečaku in namestniku Tankredu, ki jo je napisal Albert iz Aachna. O njegovem življenju pišejo B. von Kugler v knjigi Bohemund und Tancred (Tübingen, 1862), L. von Heinemann v   Geschichte der Norniannen in Sicilien und Unteritalien (Leipzig, 1894), R. Rohricht v Geschichte des ersten Kreuzzuges (Innsbruck, 1901) in Geschichte das Königreichs Jerusalem (Innsbruck, 1898). Edina pomembna biografija v angleškem jeziku je "Tankred – študija njegovega življenja in dela na prvem križarskem pohodu in ustanovitev latinskih držav v Siriji in Palestini", ki jo je napisal R.L. Robertson.
Grof Bohemond Alfreda Duggana je zgodovinski roman o Bohemondovem življenju in dogodkih do križarske osvojitve Jeruzalema leta 1099. Bohemond se pojavlja tudi izmišljenem romanu Pilgerman Russela Hobana in zgodovinskem romanu Srebrni leopard F. Van Wyck Masona.

## Opomba
Bohemond se ni celo življenje nazival "knez Taranta". Takšen naziv je zanj prvič uporabil Rogerij II. Sicilski leta 1132. V pisnem dokumentu Codice diplomatico Barese iz leta 1153 je njegov plemiški naziv (tudi za nazaj)  zapisan kot  Antiocenus et Tarentinus princeps (knez Antiohije in Taranta), od takrat naprej pa se je na splošno uporabljal naslov princeps Tarentinus (knez Taranta). Sam se je vse do leta 1098 podpisoval preprosto z Roberti ducis filius (Robert, sin vojvode). Njegov sin in naslednik Bohemond II. Antioški ga je naslavljal z magnus Boamundus (veliki Bohemond), kar bi lahko pomenilo "veliki", "večji" ali "starejši". S sinovega stališča je najprimernejši zadnji naziv. In ne nazadnje so ga zaradi njegovega spora z bratom in kasnejšega drobljenja vojvodine Apulije nekateri zgodovinarji nazivali tudi dux Apuliae (vojvoda Apulije). V času, ko je še živel, so ga najpogosteje nazivali Antiocenus princeps (antioški knez).